# Саенко, Наталья Федотовна
Наталья Федотовна Саенко (21 января 1899, Голунь, Новосильский район — 1996) — советский учёный в области микробиологии виноделия, доктор биологических наук с 1967 года, профессор с 1975 года, лауреат Государственной премии Молдавской ССР за 1975 год.

## Биография
Родилась 21 января 1899 в деревне Голунь. В 1924 году окончила Московскую сельскохозяйственную академию имени К. А. Тимирязева. С 1925 года на научно-исследовательской работе в Никитском ботаническом саду, Всесоюзном научно-исследовательском институте виноградарства и виноделия (Грузинская ССР), Институте микробиологии АН СССР. В 1943—1970 годах заведующий отделом микробиологии, технологии, а с 1971 года консультант Московского филиала Всесоюзного научно-исследовательского Института виноградарства и виноделия «Магарач».
Умерла в 1996 году.

## Научная деятельность
Основные научные труды по изучению биологических основ производства хереса, разработке и внедрению периодического и текущих методов создания хереса, разработке методов селекции и внедрения чистых культур дрожжей, исследованию причин недобродов и биологического помутнения вин, разработке способов борьбы с ними. Ученым выделены спиртоустойчивые расы дрожжей Х-20-С и Х-96-К и прочее. Автор более 100 научных работ, 8 авторских свидетельств на изобретения. Среди работ:
- К вопросу о круговороте дрожжей.- Тифлис, 1932;
- Херес.- Москва, 1964;
- Вино херес и технология его производства. — К., 1975 (в соавторстве с Г. И. Козубом, Б. Я. Авербухом, И. Н. Шуром);
- Микроорганизмы— вредители винодельческого производства.- Москва, 1976 (в соавторстве с М. А. Мальцевой).